# Isa Pola
Maria Luisa di Montesano dite Isa Pola (née le 19 décembre 1909 à Bologne, en Émilie-Romagne et morte le 17 décembre 1984 à Milan) est une actrice de théâtre et de cinéma italienne.

## Biographie
Isa Pola fait ses débuts au cinéma en 1926. En 1930, elle une des interprètes principales du premier film sonore italien, La Dernière Berceuse de Gennaro Righelli aux côtés de Dria Paola, mais son premier rôle important est celui de La telefonista (1932), comédie de Nunzio Malasomma. Elle s'adapte toutefois très souplement à des rôles très divers. Elle parvient au sommet de son talent en interprétant, avec force délicatesse, l'épouse adultère d’I bambini ci guardano, réalisé en 1942 par Vittorio De Sica.

## Filmographie sélective
- 1929 : La Fille du désert (Miryam) d'Enrico Guazzoni
- 1930 : La Dernière Berceuse (La canzone dell'amore) de Gennaro Righelli, premier film sonore italien
- 1931 : Le Rappel de la terre (Terra Madre) d'Alessandro Blasetti
- 1932 : La telefonista de Nunzio Malasomma
- 1933 : Acciaio de Walter Ruttmann
- 1935 : Grimpeurs du diable (Le scarpe al sole) de Marco Elter
- 1936 : L'anonima Roylott de Raffaello Matarazzo
- 1936 : Sono stato io ! de R. Matarazzo
- 1937 : La vedova de Goffredo Alessandrini
- 1937 : Cavalleria rusticana d'Amleto Palermi
- 1940 : Lucrezia Borgia de Hans Hinrich
- 1942 : La Dame de l'Ouest de Carl Koch
- 1944 : Les enfants nous regardent (I bambini ci guardano) de Vittorio De Sica
- 1944 : Circo equestre Za-bum de Mario Mattoli
- 1950 : La Maudite (Margherita da Cortona) de Mario Bonnard
- 1952 : Histoires interdites (Tre storie proibite) d'Augusto Genina
- 1952 : La Reine de Saba (La regina di Saba) de Pietro Francisci